# Nedre Imbrian
I Månens historie strækker Nedre Imbrian[kilde mangler]-perioden sig fra for 3.850 millioner år siden til for omkring 3.800 millioner år siden. Den overlapper slutningen af det sene store bombardement af det indre solsystem. Nedslaget, som skabte det enorme Mare Imbrium-bassin, skete i begyndelsen af perioden. De øvrige store bassiner, som dominerer Månens forside (som Mare Crisium, Mare Tranquilitatis, Mare Serenitatis, Mare Fecunditatis og Mare Procellarum) dannedes også i denne periode, og disse bassiner fyldtes for det meste med basalt i den efterfølgende Øvre Imbrian-periode. Nedre Imbrian fulgte efter perioden Nectarian.

## Forholdet til Jordens geologiske tidslinje
Eftersom der findes meget lidt (eller intet) bevaret geologisk materiale på Jorden fra det tidsrum, som svarer til Månens Nectarian-periode, er den blevet brugt som inddeling af i det mindste et videnskabeligt værk om Jordens geologiske historie for at underopdele den uofficielle Hadal æon. Det ses af og til, at Hadal opdeles i den Kryptiske æra, Bassingruppe 1-9, Nectarian og Nedre Imbrian, selv om de to første af disse opdelinger for Månens vedkommende er uformelle og sammen udgør Præ-Nectarian.